# 鈴木收

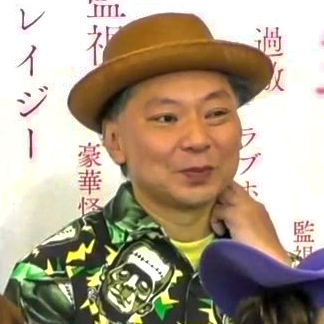

鈴木 收（日语：すずき おさむ、1972年4月25日— ）日本千葉縣安房郡千倉町人，是日本的節目企劃編劇，編劇，廣播主持人和藝人。
妻子為日本搞笑團體森三中的大島美幸。（2002年結婚）

## 介紹
本名為「鈴木収（日文發音相同）」。畢業於千葉県立安房高等学校、明治学院大学肄業。妻子是搞笑團體森三中的大島美幸。就任Smile Company。

## 節目作品

### 塔摩利
- 森田一義時間 笑一笑又何妨!（週二→週五→週二→週三→週四→週三）

為以節目作家身份出道（原屬太田Production）、在此與SMAP相遇、成為合作SMAP節目「夢がMORIMORI」的契機。
- 笑一笑又何妨!增刊號（日语：笑っていいとも!増刊号）（週日）
- 笑一笑又何妨!特大號（日语：笑っていいとも!特大号）（年末）
- 笑一笑又何妨!春・秋的祭典特別篇（日语：笑っていいとも!春・秋の祭典スペシャル）（春・秋的改編時期）
- 塔摩利的歷史X（日语：タモリのヒストリーX）

（以上5個節目皆為富士電視台系列）

### SMAP
- 夢がMORIMORI（日语：夢がMORIMORI） （富士網）
- TV's HIGH（日语：TV's HIGH）（木村拓哉參演）
- さんま&SMAP!美女與野獣的聖誕節特別節目

#### SMAP×SMAP
SMAP×SMAP則參與了特別篇。木村拓哉的「同学年」特別篇、就是木村與鈴木是同學年而產生的企劃、鈴木自己也有出現。
- SMAPのがんばりましょう
- サタ☆スマシリーズ（日语：サタ☆スマシリーズ）
  - 中居正広のボク生きⅡ
  - 征服少年カトリ2000
  - デリバリー・スマップ デリ!スマ（日语：デリバリー・スマップ デリ!スマ）
  - スマ夫（日语：スマ夫）
- 27小時TV（1998-2000年、2004年、2005年・構成、1991-2003年・放送作家）
- ベビスマ（日语：ベビスマ）

#### 中居正廣
- 中居正広のボクらはみんな生きている（日语：中居正広のボクらはみんな生きている）（富士網）
  - 中居正廣的極限特別節目
- バラエティーニュース キミハ・ブレイク（日语：バラエティーニュース キミハ・ブレイク）（TBS、構成・主持）
  - 中居正広の家族会議を開こう!
- 中居正広の金曜日のスマたちへ（TBS系列）

#### 香取慎吾
- SmaSTATION（日语：SmaSTATION）系列（朝日電視台系列）
- 香取慎吾の特上!天声慎吾（日语：香取慎吾の特上!天声慎吾）（日本電視台）

#### 稲垣吾郎
- 吾郎の細道・吾郎のソナタ（TBS）
  - Goro's Bar（日语：Goro's Bar）
  - Goroプレゼンツ マイ・フェア・レディ（日语：Goroプレゼンツ マイ・フェア・レディ）
- 忘文（日语：忘文）（富士網）

#### 草彅剛
- 『ぷっ』すま（日语：『ぷっ』すま）（朝日電視台系列）
- チョナン・カン（日语：チョナン・カン）（富士電視台）
- 草彅・おすぎ・ピーコの女子アナスペシャル（日语：新春女子アナスペシャル）（富士網、一月特別節目）
- FNS5000番組10万人総出演 がんばった大賞（日语：FNS5000番組10万人総出演 がんばった大賞）（富士網）

## 劇本作品
- 超級奶爸（日语：人にやさしく）（2002年、富士電視台）
- 慎吾媽媽電視劇SP "おっはー"救世界（2001年1月8日播出、富士電視台）
  - 慎吾媽媽電視劇SP 米奇也一起"おっはー"救世界2（2001年8月31日播出、富士電視台）
- 電影「未來日記」
- 電影「トゥー・マッチ・ドウターズ」
- 私海（日语：私海）（石井浩二一起合作的劇本。2003年9月26日播出、富士電視台）
- ラブ・ジャッジ（日语：ラブ・ジャッジ）（2003年10月2日播出、TBS。泉平子、ガレッジセール等等演出）
- ラブ・ジャッジ2（2005年1月播出、TBS）
- AsideB（2003年11月-2004年、BS-i）
- VICTORY!〜フットガールズの青春〜（日语：VICTORY!〜フットガールズの青春〜）（2003年11月22日播出、富士電視台）
- 二重生活（日语：ココリコミラクルタイプ#二重生活(ダブルライフ)）（Double Life。富士電視台、2004年1月7日播出）
- 水曜プレミア（日语：水曜プレミア）特別篇「ビー・バップ・ハイスクール（日语：ビー・バップ・ハイスクール）」（2004年6月16日播出、TBS）
- 電影「戀愛★情結」（2006年7月上映）
- 不想談可笑的戀愛（日语：笑える恋はしたくない）（TBS）
- DVDドラマCherry Girl(倖田來未專輯「Black Cherry」附加DVD、2006年)
- 山女壁女(2007年、富士電視台、劇本合作)
- 電影「小紅帽 Hoodwinked!」(2007年10月上映)
- CAKEEESケーキーズお菓子抗争（日语：ケーキーズお菓子抗争）(2008年、東京電視台)
- 叢林大帝（2009年、富士電視台）
- 奪愛之冬（2017年、朝日電視台）
- 奪愛之夏（2019年、AbemaTV）
- M為了心愛的人（2020年、朝日電視台）